# Rallye du Forez
Le Rallye du Forez est une épreuve de rallye française se déroulant sur asphalte, annuellement organisée par l’Association Sportive Automobile du Forez (ou ASA Forez).

## Histoire
La première édition a lieu le 26 mai 1962, depuis Saint-Étienne.
Le Rallye du Pilat (créé en 1970) remplace la course de 1971 à 1974, qui prend ensuite le nom de Forez-Pilat.
En 1979, dernière année de son inscription au Championnat de France des rallyes de 1re division (zones grisées), Bernard Béguin l'emporte devant Yves Loubet et Bernard Lagorsse. En 1983, Didier Auriol et Bernard Occelli (vainqueur) décident de faire désormais équipe, après avoir disputé séparément le rallye...
Dominique de Meyer l'a remporté à 6 reprises. Le copilote italien Fanini est le seul étranger à figurer au palmarès. 
L'épreuve a essentiellement été au calendrier du championnat National (D2), et de la Coupe de France des rallyes durant les années 2000. Durant ces mêmes années, les épreuves chronométrées sont situées dans la Loire mais aussi en Haute-Loire aux alentours de Bas-En-Basset, bien que le rallye se nomme alors "Rallye Saint-Etienne Forez". Ainsi, le rallye est recentré sur le massif du Pilat à partir de 2007 et renommé "Rallye National Forez Pilat", puis est basé dans la ville d'Andrézieux-Bouthéon à partir de 2011, se courant désormais dans les Monts du Forez. Un nouveau changement de localisation intervient en 2019 : le rallye est de nouveau basé à Saint-Etienne et parcourt le Pilat.
L'édition 1999 est interrompue après la sortie de route d'une voiture, tuant 3 spectateurs et en blessant 7 autres près de Saint-Chamond.
En 2010 a eu lieu la 40e édition du rallye. Une version "Historic" existe depuis 2011, remportée trois fois consécutivement par le couple Perraud, sur Ford Escort RS 2000.

## Palmarès[6]
| Année       | Pilote                                         | Copilote                                       | Voiture                                        |
| ----------- | ---------------------------------------------- | ---------------------------------------------- | ---------------------------------------------- |
| 1962        | Pierre Maublanc                                | Daniel Dreyfus                                 | Porsche 356                                    |
| 1963        | Épreuve annulée                                | Épreuve annulée                                | Épreuve annulée                                |
| 1964        | Fernand Masoero                                | Jean Maurin                                    | Alfa Romeo Giulietta TI                        |
| 1965        | Fernand Masoero                                | Jean Maurin                                    | Alfa Romeo Giulietta TI                        |
| 1966        | Épreuve annulée (pour des raisons économiques) | Épreuve annulée (pour des raisons économiques) | Épreuve annulée (pour des raisons économiques) |
| 1967        | René Trautmann                                 | Claudine Trautmann                             | Lancia Fulvia HF                               |
| 1968        | René Trautmann                                 | Fanini                                         | Lancia Fulvia HF                               |
| 1969        | Bernard Darniche                               | ?                                              | NSU 1300TT                                     |
| 1970        | Roland Charrière                               | Yannick Castell                                | Alpine A110                                    |
| 1971 à 1974 | Épreuve remplacée                              | Épreuve remplacée                              | Épreuve remplacée                              |
| 1975        | Pascal Janvier                                 | Arthaud                                        | Alpine A110 1600                               |
| 1976        | Pascal Janvier                                 | Arthaud                                        | Alpine A110 1600                               |
| 1977        | Michel Grangeon                                | Chantal Riehl                                  | Alpine A110 1800                               |
| 1978        | Bernard Béguin                                 | Jean-Jacques Lenne                             | Porsche 911 SC                                 |
| 1979        | Bernard Béguin                                 | Jean-Jacques Lenne                             | Porsche 911 SC                                 |
| 1980        | Jacques Tasso                                  | Fournier                                       | Opel Kadett GT/E                               |
| 1981        | Pierre Mény                                    | Jean-François Liénéré                          | Renault 5 Turbo                                |
| 1982        | André Salanon                                  | Élisabeth Couchet                              | Porsche 911                                    |
| 1983        | Dominique de Meyer                             | Bernard Occelli                                | Renault 5 Turbo Tour de Corse                  |
| 1984        | Bruno Bouscary                                 | Pierre-Bernard Guérin                          | Renault 5 Turbo                                |
| 1985        | Jean-Pierre Ballet                             | Marie-Christine Lallemend                      | Porsche 911                                    |
| 1986        | Pierre Mény                                    | Christian Martin                               | Renault 5 Turbo                                |
| 1987        | Dominique de Meyer                             | Jacques Bolla                                  | Renault 5 Maxi Turbo                           |
| 1988        | Christian Rigollet                             | Michel Barthelot                               | Ford Sierra Cosworth                           |
| 1989        | Christian Rigollet                             | Michel Barthelot                               | Ford Sierra Cosworth                           |
| 1990        | Dominique de Meyer                             | Olivier Solut                                  | BMW M3                                         |
| 1991        | Dominique de Meyer                             | Olivier Solut                                  | BMW M3                                         |
| 1992        | Épreuve annulée                                | Épreuve annulée                                | Épreuve annulée                                |
| 1993        | Jacques Tasso                                  | Michèle Tasso                                  | Ford Escort Cosworth                           |
| 1994        | Épreuve annulée                                | Épreuve annulée                                | Épreuve annulée                                |
| 1995        | Patrick Artru                                  | Sébastien Faurie                               | BMW M3                                         |
| 1996        | Jacques Tasso                                  | Michèle Tasso                                  | Ford Escort Cosworth                           |
| 1997        | Éric Peyrache                                  | Yvon Cotte                                     | BMW M3                                         |
| 1998        | Dominique de Meyer                             | Éric Fouillat                                  | Renault Mégane Kit Car                         |
| 1999 - 2000 | Épreuve annulée                                | Épreuve annulée                                | Épreuve annulée                                |
| 2001        | Jean-Marie Cuoq                                | Laurent Magat                                  | Peugeot 306 Maxi                               |
| 2002        | Dominique de Meyer                             | Éric Fouillat                                  | Renault Maxi Mégane                            |
| 2003        | Jean-Marie Cuoq                                | Guilhem Zazurca                                | Citroën Xsara Maxi                             |
| 2004        | Frédéric Romeyer                               | Pascal Jacq                                    | Subaru Impreza WRC                             |
| 2005        | David Salanon                                  | Céline Combronde                               | Renault Maxi Mégane                            |
| 2006        | Jean-Marie Cuoq                                | David Marty                                    | Peugeot 306 Maxi                               |
| 2007        | François Pelamourgues                          | Bruno Monestier                                | Renault Clio RS                                |
| 2008        | Frédéric Romeyer                               | Thomas Fournel                                 | Peugeot 206 WRC                                |
| 2009        | Frédéric Romeyer                               | Thomas Fournel                                 | Peugeot 206 WRC                                |
| 2010        | Patrick Artru                                  | Patrice Virieux                                | Peugeot 306 Maxi                               |
| 2011        | David Salanon                                  | Jérôme Cave                                    | Peugeot 306 Maxi                               |
| 2012        | David Salanon                                  | Jérôme Cave                                    | Peugeot 306 Maxi                               |
| 2013        | Patrick Artru                                  | Patrice Virieux                                | Peugeot 306 Maxi                               |
| 2014        | Jean-Marie Cuoq                                | Jérôme Degout                                  | Citroën C4 WRC                                 |
| 2015        | Jean-Marie Cuoq                                | Valérie Cuoq                                   | Citroën C4 WRC                                 |
| 2016        | David Salanon                                  | Jérôme Cave                                    | Ford Fiesta RS WRC                             |
| 2017        | David Salanon                                  | Julien Rebut                                   | Ford Fiesta RS WRC                             |
| 2018        | David Salanon                                  | Jérôme Cave                                    | Ford Fiesta RS WRC                             |
| 2019        | Jean-Marie Cuoq                                | Eric Vallon                                    | Citroën Xsara WRC                              |
| 2020        | Épreuve annulée (Pandémie de Covid-19)         | Épreuve annulée (Pandémie de Covid-19)         | Épreuve annulée (Pandémie de Covid-19)         |
| 2021        | Eric Rousset                                   | Jean-David Gosset                              | Citroën C4 WRC                                 |
| 2022        | Jean-Marie Cuoq                                | Eric Vallon                                    | Citroën C4 WRC                                 |
| 2023        | Jean-Michel Da Cunha                           | Bastien Dumas                                  | Citroën C3 Rally2                              |
| 2024        | Jean-Marie Cuoq                                | Eric Vallon                                    | Citroën C4 WRC                                 |